# 벤 존슨 (배우)
벤 존슨(Benjamin 'Son' Johnson Jr.
, 1918년 6월 13일 ~ 1996년 4월 8일)은 미국의 배우이다.

## 영화 (배우, 스턴트맨)
- 무법자 (1943년 영화)
- 아파치요새
- 쓰리 가드파더
- 붉은 강
- 황색 리본을 한 여자
- 리오 그란데 (영화)
- 셰인 (영화)
- 오클라호마 (1955년 영화)
- 애꾸눈 잭
- 던디 소령
- 와일드 번치 (영화)
- 마지막 영화관
- 겟어웨이 (1972년 영화)
- 딜린저 (1973년 영화)
- 슈가랜드 특급
- 허슬 (영화)
- 스웜 (영화)
- 레드 던
- 하늘에서 온 엽서
- 외야의 천사들 (1994년 영화)

## 텔레비전
- 보난자 (드라마)